# دیتر رامس

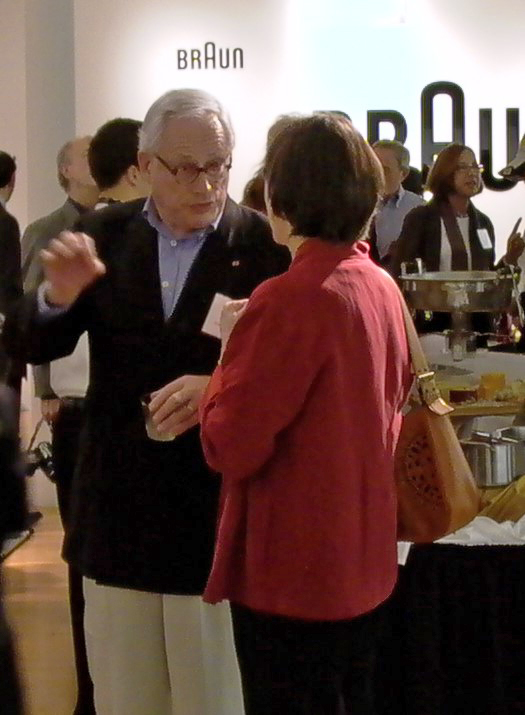
رامس در پنجاهمین سالگرد نمایشگاه نوآوری براون، بوستون ۲۰۰۵ میلادی

دیتر رامس (به آلمانی: Dieter Rams)؛ (زادۀ ۲۰ مهٔ ۱۹۳۲ میلادی) یک طراح صنعتی و عضو هیئت علمی بازنشستۀ اهل آلمان است که ارتباط نزدیکی با شرکت محصولات مصرفی براون، شرکت مبلمان ویتسو و مدرسۀ کارکردگرای طراحی صنعتی دارد. رویکرد محجوب و اعتقاد او به طراحی «کمتر، اما بهتر» کیفیتی جاودانه در محصولات او ایجاد کرد و بر طراحی بسیاری از محصولات تأثیر گذاشت که همچنین شناخت و قدردانی جهانی رامس را تضمین کرد.

## گالری آثار

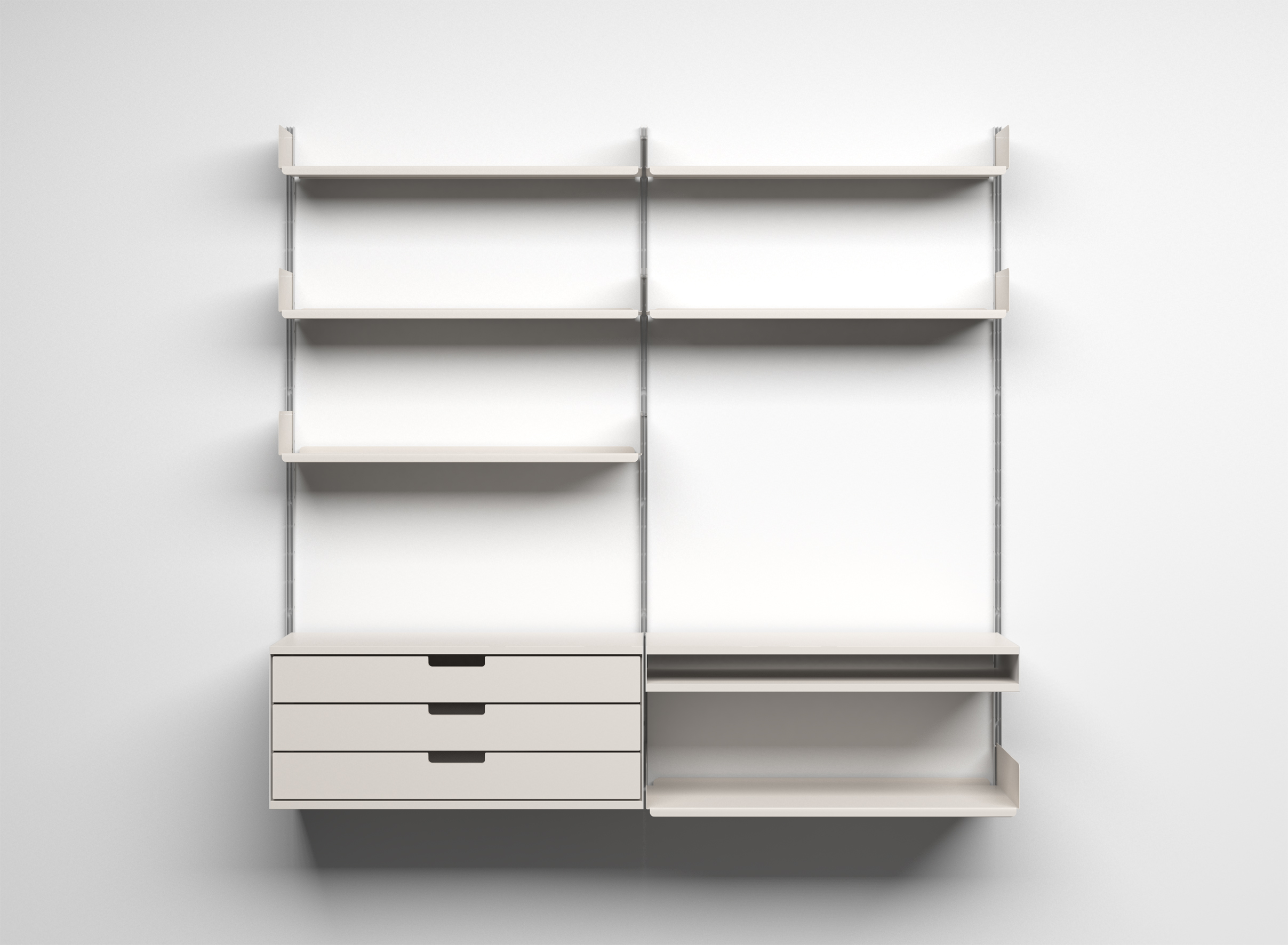
سیستم قفسه‌بندی جهانی ۶۰۶، ۱۹۶۰ میلادی
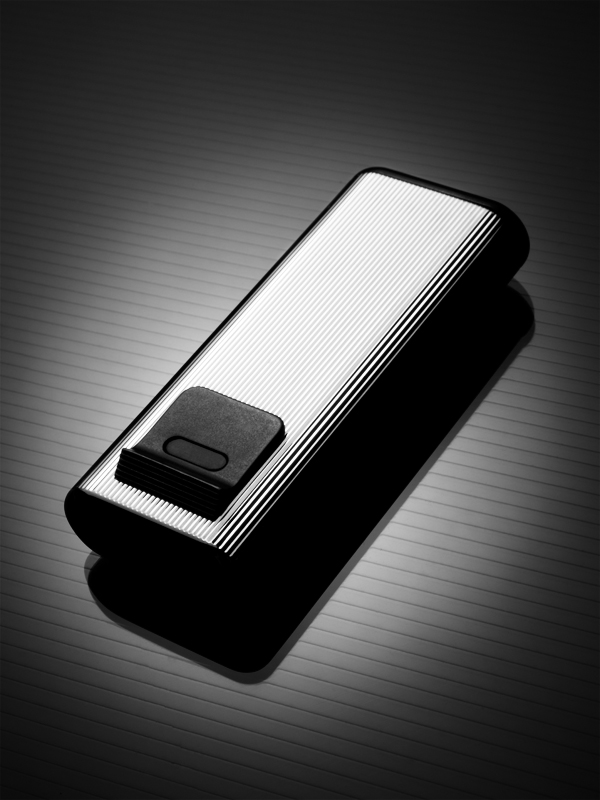
فندک دیتر رامس براون
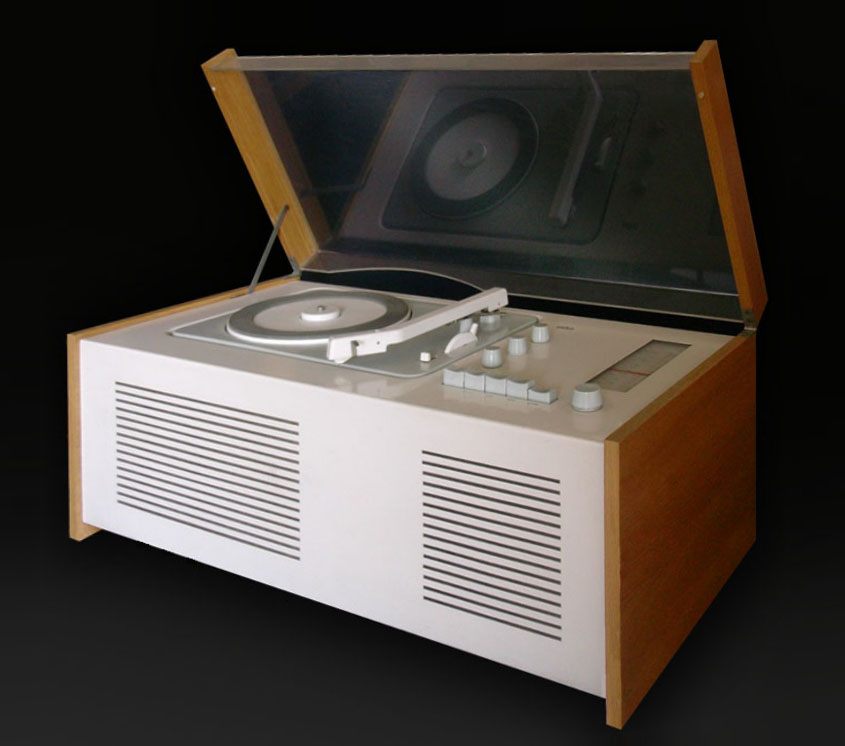
اس‌کی ۶۱
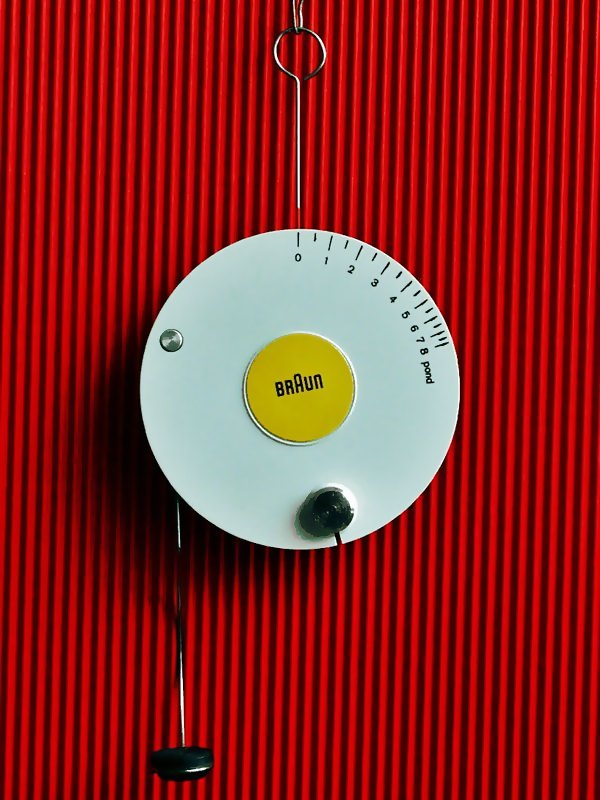
تُناروآگه (ترازوی‌بازویی‌تُن)، ، ۱۹۶۲ میلادی
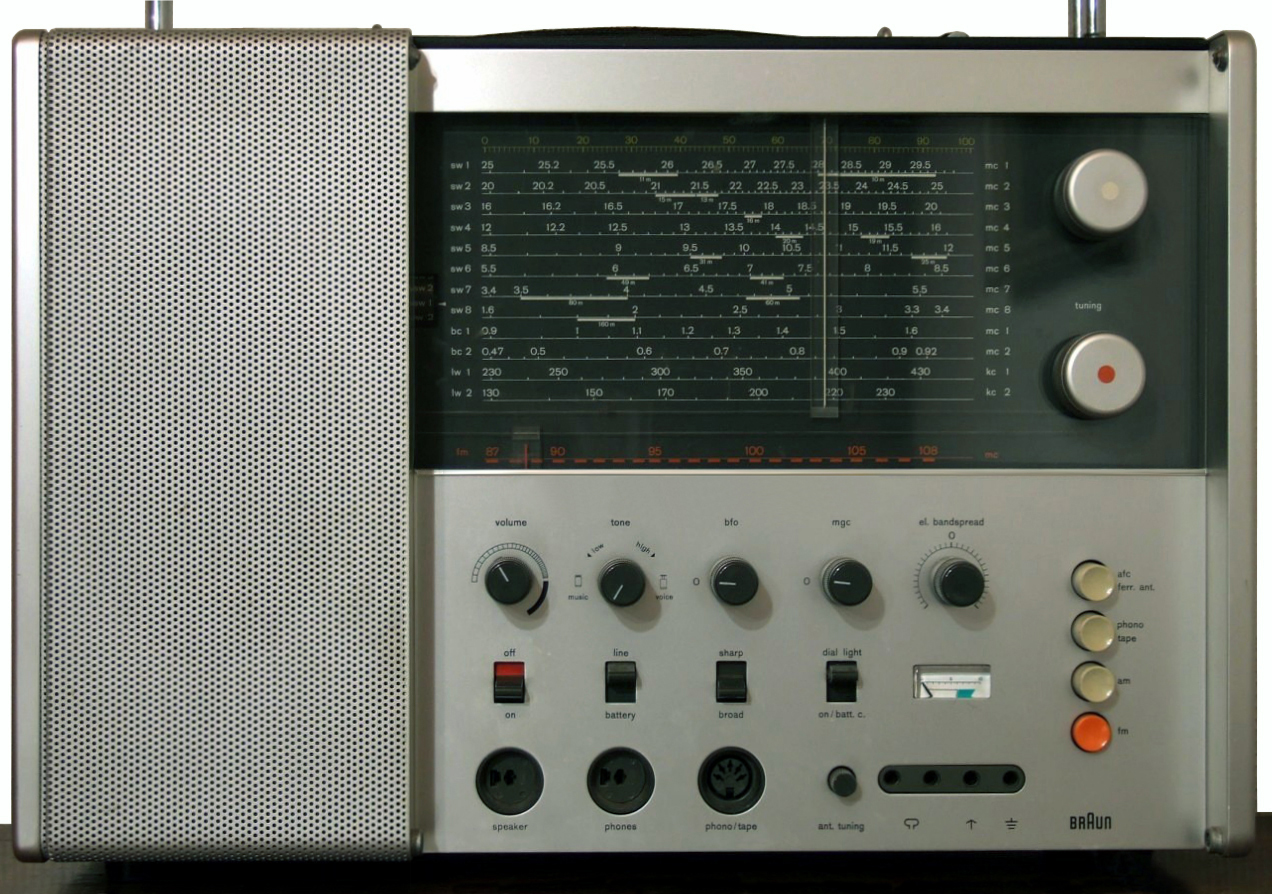
براون تی ۱۰۰۰ [de] سی‌دی، ۱۹۶۸ میلادی
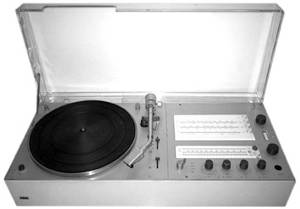
صوتی ۳۱۰، ۱۹۷۱ میلادی
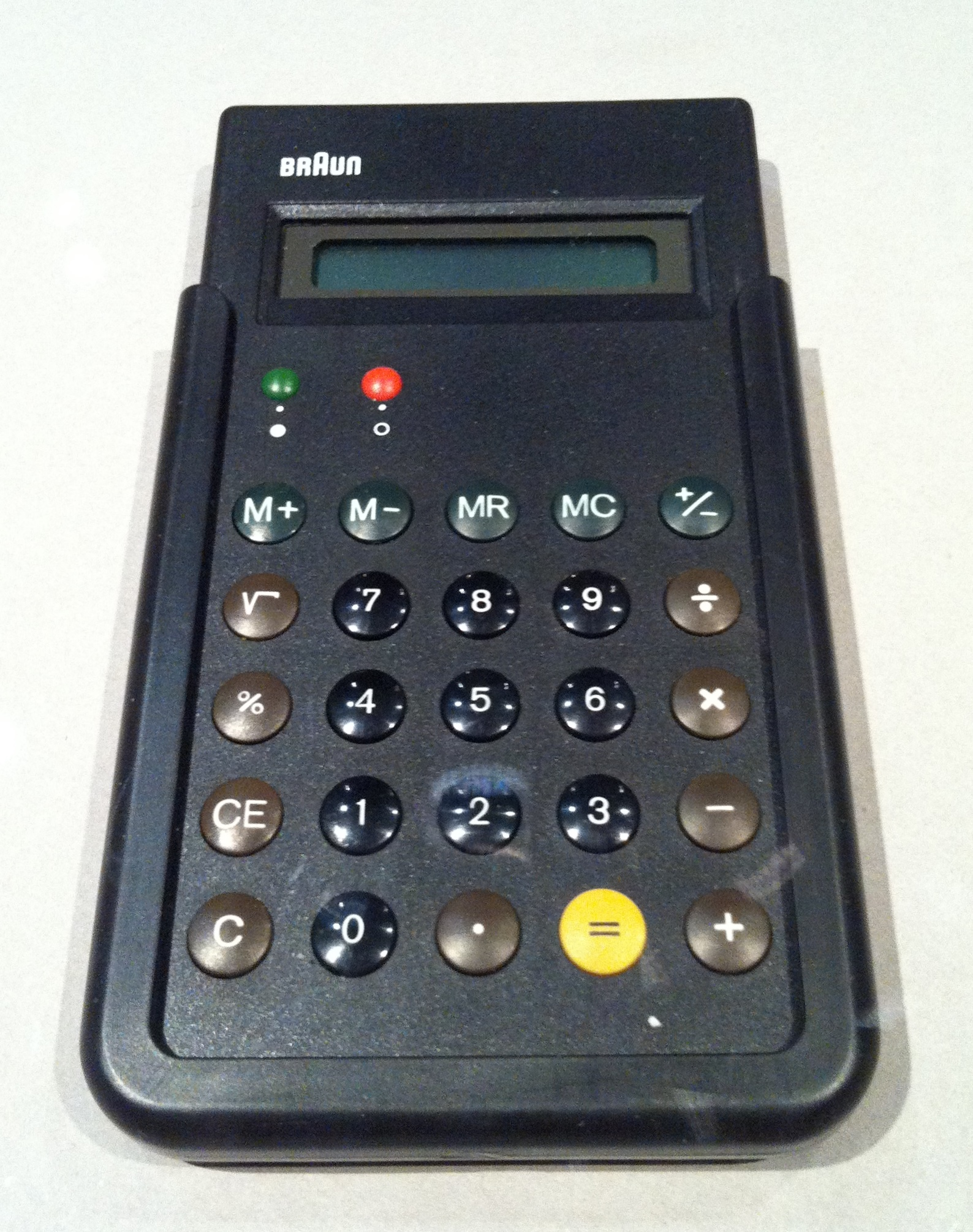
ماشین‌حساب براون ای‌تی۶۶، ۱۹۸۷ میلادی
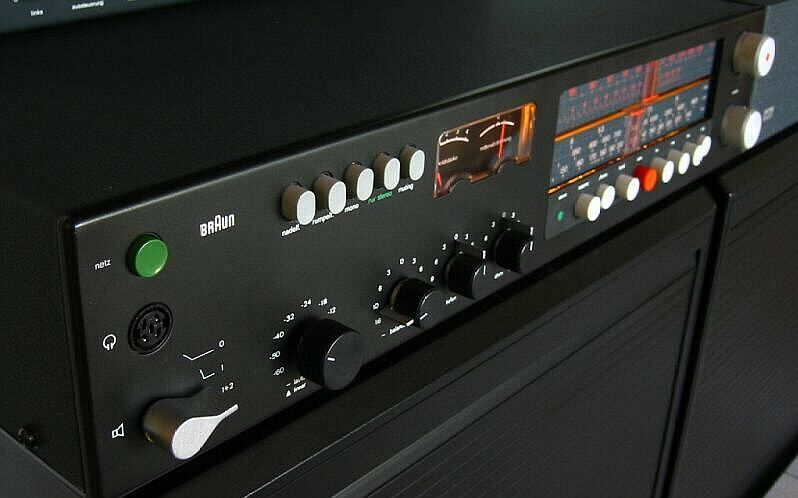
گیرنده (واحدکنترل) براون رژی ۵۱۰، ۱۹۷۲ میلادی